# Borås (gemeente)
Borås [bu'roːs] is een stad en gemeente in Västergötland in het westen van Zweden. De gemeente behoort tot de provincie Västra Götalands län.

## Plaatsen
- Borås (stad)
- Fristad
- Viskafors
- Dalsjöfors
- Sandared
- Sjömarken
- Gånghester
- Målsryd
- Frufällan
- Sandhult
- Aplared
- Rångedala
- Borgstena
- Dannike
- Hedared
- Äspered
- Kinnarumma
- Bosnäs
- Bredared
- Tosseryd
- Gingri
- Backabo en Bäckebo (deel van)
- Granbäcken
- Funningen
- Hjälmryd en Vralen
- Fagerlid (zuidelijk deel)
- Rydboholm

## Geboren
- Tilda Lindstam (1993), model